# Kurs i självutplåning
Kurs i självutplåning är en svensk dramakomedi-serie som hade premiär på SVT den 1 november 2019. Det är en tv-dramatisering av Henrik Bromanders serieroman med samma namn.
Serien är regisserad av Isabella Rodriguez som även har skrivit manuset tillsammans med Joakim Granberg.

## Handling
Serien handlar om Maria (Evelyn Mok) och hennes bästa kompis Tore (Jonatan Unge). Maria har bestämt sig för att åka på clownläger där hon träffar en mängd märkliga personer. Tore kommer från en fin familj och borde ha goda förutsättningar att klara sig bra, men han har svårt att avsluta sina sedan lång tid tillbaka påbörjade läkarstudier.

## Rollista (i urval)
| - Evelyn Mok – Maria - Jonatan Unge – Tore - Ejke Blomberg – Mike - Pelle Hanæus - Björn - Karin Franz Körlof - Nanna | - Sten Ljunggren - Tores pappa - Isabella Rodriguez – Mona - Saleen Gomani – Monas kompis - Isak Wahlberg – MC-förare - Jakob Forslin – Komiker 1 |

## Refer[3]enser
1. ↑  ”Jonatan Unge brottades med jaget i ny serie”. Aftonbladet. https://www.aftonbladet.se/a/lAaE2o. Läst 2 november 2019.
2. ↑  ”Recension: Kurs i självutplåning”. SVT Nyheter. 29 oktober 2019. https://www.svt.se/kultur/recension-kurs-i-sjalvutplaning. Läst 2 november 2019.
3. ↑  ”KURS I SJÄLVUTPLÅNING - MEDVERKANDELISTA”. SVT. 13 september 2020. http://www.svtstatic.se/image-cms/svtse/1573039905/svts/article24363609.svt/BINARY/KIS_Medverkandelista_191007.pdf. Läst 13 september 2020.